# Pleurocodonellina macroperforata
Pleurocodonellina macroperforata är en mossdjursart som beskrevs av Tilbrook 2006. Pleurocodonellina macroperforata ingår i släktet Pleurocodonellina och familjen Smittinidae. Inga underarter finns listade i Catalogue of Life.